# SN 1984U
SN 1984U – niepotwierdzona supernowa odkryta 2 marca 1984 roku w galaktyce NGC 4246. W momencie odkrycia miała maksymalną jasność 18,00m.